# Ryan Ottley
Ryan Ottley es un ilustrador y escritor de cómics estadounidense nacido en 1975. Es principalmente reconocido por su trabajo en Invencible de Image Comics y Spider-Man de Marvel Comics.

## Carrera
Ottley comenzó a dibujar Invencible a partir del número #8, y continuó trabajando en el cómic por 14 años, ilustrando 127 números de los 144 en total. Durante su transcurso en la serie cocreó personajes como Battle Beast, Angstrom Levy, Conquest y Powerplex.
En una entrevista con el sitio web Project Fanboy, Ottley comentó que ingresó en la industria del cómic después de ser despedido de su anterior empleo, en el que trabajaba en un almacén de suministros médicos. Decidió que era un buen momento para intentar ingresar en el sector y comenzó a mostrar su trabajo de manera activa en internet a través de los sitios web digitalwebbing.com y penciljack.com.
Ottley ilustró los primeros cinco números de Haunt de Robert Kirkman y Todd McFarlane, una serie regular la cual debutó el 7 de octubre de 2009. Ottley indicó al final del número #5 que dejaría la serie para centrarse en Invencible.
En 2012, Ottley fue uno de los varios artistas que ilustraron una portada variante de The Walking Dead #100, la cual fue lanzada el 11 de julio en la Comic-Con de San Diego.
En 2016, Image Comics publicó Grizzly Shark, una miniserie de tres números escrita y dibujada por Ottley.
En 2018 Marvel Comics relazaría un nuevo volumen de The Amazing Spider-Man con el escritor Nick Spencer, a lo cual Ottley proporcionó su arte durante 20 número, cocreando al villano Kindred.
En 2021, se anunció que Ottley sería el artista del relanzamiento de Hulk de ese año, haciendo equipo con Donny Cates. En noviembre de 2022 se anunció que, tras la salida de Cates como escritor de Hulk por razones personales, Ottley se haría cargo del guion del resto de la serie, empezando con el número #11.
En diciembre de 2024 se anunció que Kirkman y Ottley estaban desarrollando una serie precuela spin-off titulada Invincible Universe: Battle Beast, y su primer número será lanzado el 14 de mayo de 2025.

### Trabajo interior
- The Amazing Spider-Man vol. 5 #1–5, 11–13, 16, 23–25, 30–31, 37, 41–43, 49 (Marvel Comics, 2018–2020)
- Energon Universe 2024 Special (Image Comics, 2024)
- Free Comic Book Day 2018 The Amazing Spider-Man #1 (Marvel Comics, 2018)
- Free Comic Book Day 2019 Spider-Man/Venom #1 (Marvel Comics, 2019)
- Grizzly Shark #1–3 (Image Comics, 2016)
- Haunt #1–5 (Image Comics, 2009-2010)
- Invincible #8–65, #68-84, #87-126, #133-144 (Image Comics, 2004–2018)
- Invincible Returns #1 (Image Comics, 2010)
- Solution Squad #1 (Solution Squad LLC, 2013)
- Superman/Batman Annual #1 (DC Comics, 2006)
- Tales of Army of Darkness #1 (Dynamite Entertainment, 2013)
- The Walking Dead #75 (Image Comics, 2010)
- Hulk #1–6, #9–14 (Marvel Comics, 2021–2023)

### Portadas
- The Amazing Spider-Man vol. 5 #14, 26–29, 40 (Marvel Comics, 2019–2020)
- The Amazing Spider-Man: Sins Rising Prelude #1 (Marvel Comics, 2020)
- The Amazing Spider-Man: The Sins of Norman Osborn #1 (Marvel Comics, 2020)
- Brit vol. 2 #7–12 (2008–2009)
- Guarding the Globe #1 (Image Comics, 2010)
- Haunt #13 (Image Comics, 2011)
- Head Lopper #7 (Image Comics, October 2017)

#### Portadas variantes
- The Amazing Spider-Man vol. 3 #8 (Marvel Comics, 2014)
- The Amazing Spider-Man vol. 4 #1.2 (Marvel Comics, 2016)
- The Flash #35 (DC Comics, 2014)
- Inhuman #5 (Marvel Comics, 2014)
- Justice League of America Rebirth #1 (DC Comics, 2016)
- Manifest Destiny #1 (Image Comics, 2013)
- Murder Falcon #4 (Image Comics, 2019)
- Robin: Son of Batman #10 (DC Comics, 2016)
- Strange Academy #3 (Marvel Comics, 2020)
- The Walking Dead #100, 150 (Image Comics, 2012, 2016)
- Reborn (comics) #2 (Image Comics, 2016)
- The War of the Realms #1 (Marvel Comics, 2019)